# Континуум (телесериал)
«Конти́нуум» (англ. Continuum) — канадский фантастический телесериал, в главной роли Рейчел Николс. Премьера состоялась на телеканале Showcase 27 мая 2012 года. Съёмки сериала проходили в Ванкувере.
25 августа 2012 года Showcase продлил сериал на второй сезон из 13 эпизодов. 5 июня 2013 года сериал был официально продлён на третий сезон, так же, как и второй, из 13 серий.
В интервью в мае 2014 года создатель сериала Саймон Бэрри сказал, что хочет снять ещё четыре или семь сезонов. Однако 8 декабря 2014 года основной заказчик, телеканал Showcase, объявил о том, что в 2015 году выйдет заключительный четвёртый сезон «Континуума», состоящий из 6 эпизодов.

## Сюжет
Защитник Кира Кэмерон переносится из 2077 в 2012 год, после того, как группа террористов из её времени, приговоренная к казни, совершила побег в настоящее время. Чтобы выследить и остановить угрозу из будущего, Кира вступает в местную полицию. Помогает ей выследить преступников молодой компьютерный гений Алек Садлер, создавший технологию, которая будет широко распространена в будущем.

## В ролях
| Актёр            | Персонаж        | Эпизоды | Сезоны    | Сезоны    | Сезоны       | Сезоны       |
| Актёр            | Персонаж        | Эпизоды | 1         | 2         | 3            | 4            |
| ---------------- | --------------- | ------- | --------- | --------- | ------------ | ------------ |
| Рейчел Николс    | Кира Кэмерон    | 42      | Постоянно | Постоянно | Постоянно    | Постоянно    |
| Виктор Вебстер   | Карлос Фоннегра | 42      | Постоянно | Постоянно | Постоянно    | Постоянно    |
| Эрик Кнудсен     | Алек Садлер     | 42      | Постоянно | Постоянно | Постоянно    | Постоянно    |
| Стивен Лобо      | Мэттью Келлог   | 41      | Постоянно | Постоянно | Постоянно    | Постоянно    |
| Тони Амендола    | Эдуард Кагаме   | 12      | Постоянно | Гость     | Гость        | Гость        |
| Роджер Кросс     | Трэвис Верта    | 38      | Постоянно | Постоянно | Постоянно    | Постоянно    |
| Лекса Дойг       | Соня Вэлентайн  | 34      | Постоянно | Постоянно | Постоянно    |              |
| Омари Ньютон     | Лукас Ингрэм    | 38      | Постоянно | Постоянно | Постоянно    | Постоянно    |
| Лувия Петерсон   | Жасмин Гарза    | 38      | Постоянно | Постоянно | Постоянно    | Постоянно    |
| Дженнифер Спенс  | Бетти Робертсон | 30      | Постоянно | Постоянно | П            |              |
| Брайан Маркинсон | Джек Диллон     | 37      | Постоянно | Постоянно | П            | Постоянно    |
| Ричард Хармон    | Джулиан Рэндол  | 27      | П         | Постоянно | Периодически | Периодически |
| Райан Роббинс    | Брэд Тонкин     | 10      |           |           | П            | Постоянно    |

## Эпизоды

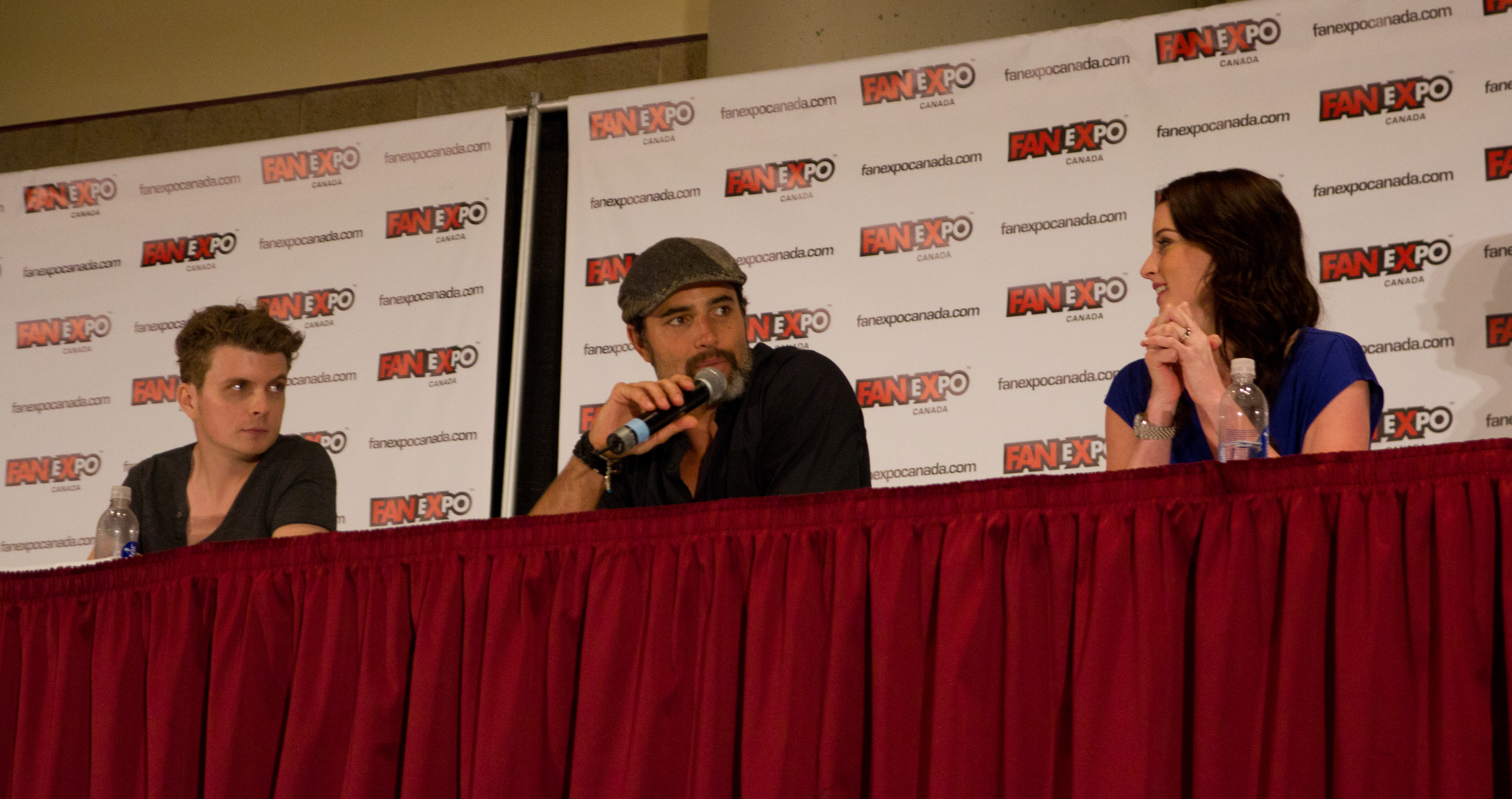
Исполнители главных ролей слева направо: Эрик Кнудсен, Виктор Вебстер и Рейчел Николс

| Сезон | Серии | Серии | Даты показа     | Даты показа     |
| Сезон | Серии | Серии | Первая серия    | Последняя серия |
| ----- | ----- | ----- | --------------- | --------------- |
| 1     | 10    | 10    | 27 мая 2012     | 5 августа 2012  |
| 2     | 13    | 13    | 21 апреля 2013  | 4 августа 2013  |
| 3     | 13    | 13    | 16 марта 2014   | 22 июня 2014    |
| 4     | 6     | 6     | 4 сентября 2015 | 9 октября 2015  |

## Рейтинги
Пилотную серию телесериала посмотрело рекордное число зрителей среди всех премьер сети Showcase — более 1 млн человек. Рекордным также стало количество просмотров интернет-страниц, посвящённых сериалу — свыше 1 млн просмотров. Вице-президент компании, Барбара Уильямс, отмечает, что трансляция «Континуума» стала огромным успехом для сети Showcase.